# Эштон, Мартин
Мартин Эштон (англ. Martyn Ashton, род. 2 декабря 1974, Порт-Толбот, Уэст-Гламорган) — британский профессиональный велотриалист. Он начал заниматься велотриалом в 1993 году. В 2013 году получил травму, во время исполнения трюков на велосипеде, в результате чего получил паралич тела ниже поясницы.

## Фильмография

### Road Bike Party
9 октября 2012 года Мартин опубликовал на YouTube видеоролик Road Bike Party, в котором он на шоссейном велосипеде из углеволокна демонстрирует разнообразные акробатические трюки. Видео, снятое в разных частях Великобритании, получило множество лайков и было просмотрено, по состоянию на июнь 2019 года, более 13.5 млн. раз.

### Road Bike Party 2
После успеха видеоролика Road Bike Party, Мартин решил снять продолжение. Во время исполнения трюков на велошоу, сопровождавшем этап Moto GP в Сильверстоуне 1 сентября 2013 года, спортсмен получил травму, в результате которой его парализовало ниже поясницы. Видеоролик был закончен при помощи двух других известных велосипедистов: Дэнни Макаскилла и Крис Экригга (Chris Akrigg). 10 декабря 2013 года видеоролик был представлен на YouTube, и так же, как и первая серия, получил большой успех. По состоянию на июнь 2021 года его посмотрели более 19 млн. раз.

## Статьи
- Martyn Ashton Interview (англ.). StreetRide.co.uk (29 апреля 2012). Дата обращения: 24 июня 2017.